# De generatione et corruptione
De generatione et corruptione (altgr. περὶ γενέσεως καὶ φθορᾶς, peri geneseôs kai phthoras: Über Entstehen und Vergehen) ist eine im 4. Jahrhundert v. Chr. entstandene, naturphilosophische Schrift des Aristoteles, die sich im Rahmen der Aristotelischen Theorie der Bewegung bzw. Veränderung mit dem Entstehen und Vergehen von Einzeldingen und Elementen befasst.
Die Schrift knüpft unmittelbar an De Caelo an und besteht aus zwei Büchern. Buch I analysiert mithilfe der Form-Materie-Unterscheidung Entstehen und Vergehen als eine Veränderung einer Substanz, indem die zugrundeliegende Materie eine Form erhält bzw. verliert. Buch II analysiert die Veränderungsprozesse bei den Vier Elementen, die durch Übergänge der Gegensätze warm/kalt und feucht/trocken entstehen.

## Weiterwirken und Überlieferung
Der Text hat sich in zahlreichen Handschriften vom 9. Jahrhundert bis zum 15. Jahrhundert erhalten. Übersetzungen in die lateinische Sprache liegen erst seit Ende des 12. Jahrhunderts vor: eine Übersetzung aus dem Arabischen, die Translatio vetus aus dem Griechischen, und deren Bearbeitung Translatio nova. Spuren deren Verwendung finden sich bei mehreren mittelalterlichen Autoren, wie z. B. Alfred von Sareshel; eine ausführliche Edition wurde 1251–1254 von Albertus Magnus erstellt. Darin ist die verwendete Translatio vetus erheblich um Kommentare, u. a. von Avicenna und Averroes erweitert.
Emma Gannagé hat vier Kapitel (2,2-5) des verlorenen Kommentars des Alexander von Aphrodisias zu De generatione et corruptione in einer arabischen Übersetzung des Alchimisten Dschābir ibn Hayyān aus dem 8. Jahrhundert identifiziert und zum ersten Mal in einer Übersetzung vorgelegt.
Philipp Melanchthon benutzt in seinem 1549 unter dem Titel Initia doctrinae physicae erschienenem Werk mehrere Schriften des Aristoteles, aber insbesondere die De generatione et corruptione. Er nennt sie auch mehrfach und würdigt sie noch in den letzten Zeilen des Textes. Besonders bei der Darstellung der Vier Elemente, ihrer Qualitäten und Mischung (Buch III) folgt er weitgehend dieser Schrift.